# Draft de la NBA de 1965
El Draft de la NBA de 1965 fue el decimonoveno draft de la National Basketball Association (NBA). El draft se celebró el 6 de mayo de 1965 antes del comienzo de la temporada 1965-66. 
En este draft, nueve equipos de la NBA seleccionaron a jugadores amateurs del baloncesto universitario. Los jugadores que hubiesen terminado el periplo universitario de cuatro años estaban disponibles para ser seleccionados. Si un jugador abandonaba antes la universidad, no podía ser escogido en el draft hasta que su clase se graduase. Los equipos que finalizaron en la última posición en cada división, San Francisco Warriors y New York Knicks, fueron premiados con las cuatro primeras elecciones de draft. Los demás equipos seleccionaron en orden inverso al registro de victorias-derrotas en la temporada anterior. 
Antes del draft, un equipo podía perder el derecho a su primera ronda de draft y seleccionar a cualquier jugador dentro de un radio de 80 kilómetros de su lugar de origen como elección territorial. El draft consistió de diecisiete rondas y 112 jugadores fueron seleccionados. Este draft fue el último en el que hubo elecciones territoriales, siendo eliminadas antes del Draft de la NBA de 1966.

## Selecciones y notas del draft

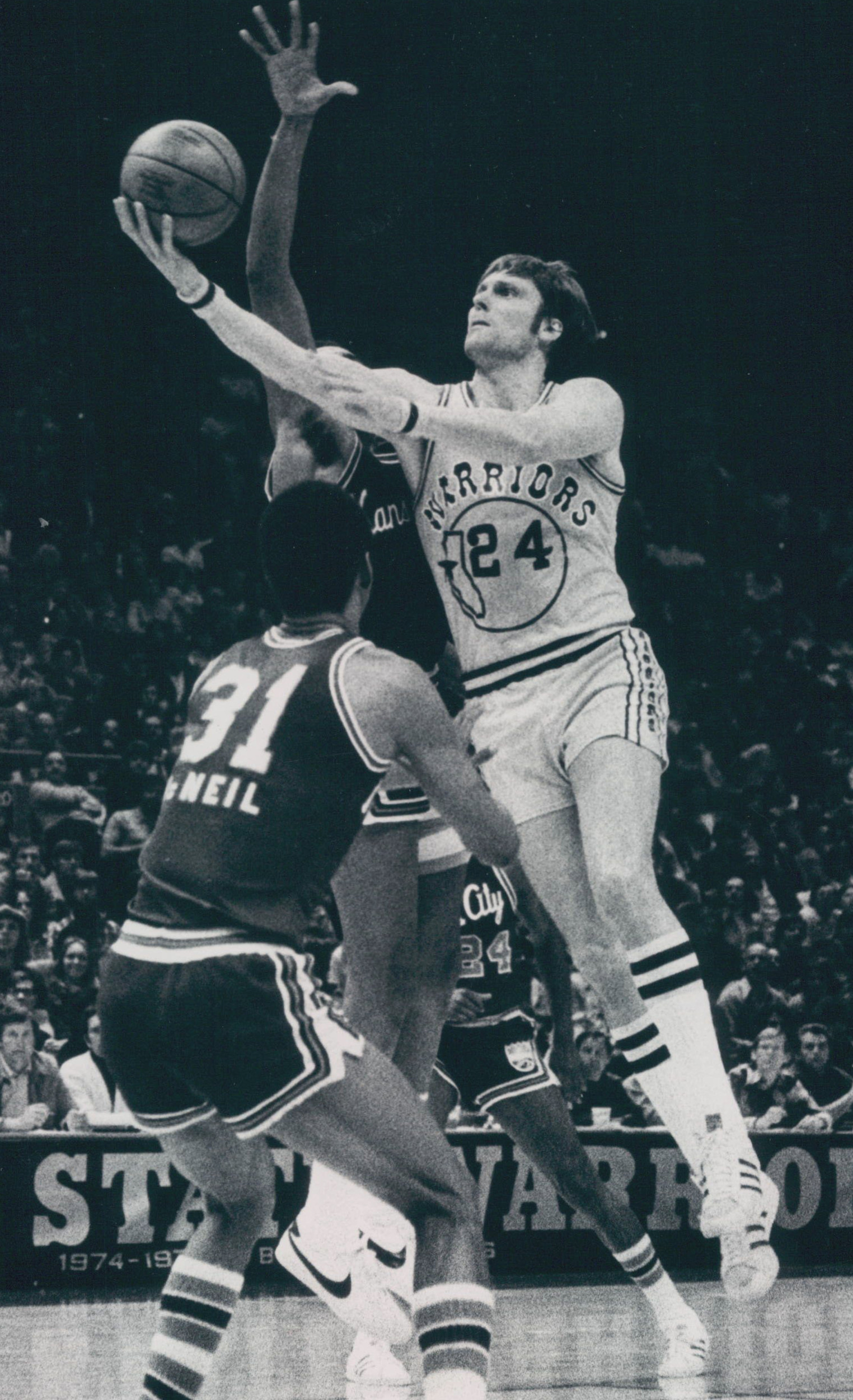
Professional basketball player Rick Barry

Bill Bradley, Bill Buntin y Gail Goodrich fueron seleccionados antes del draft como elecciones territoriales de New York Knicks, Detroit Pistons y Los Angeles Lakers respectivamente. Fred Hetzel, del Davidson College, fue seleccionado en la primera posición del draft por San Francisco Warriors. Rick Barry, de la Universidad de Miami y ganador del Rookie del Año de la NBA en su primera temporada, fue elegido en la segunda posición por los Warriors. Cuatro jugadores de este draft, Barry, Bradley, Goodrich y la quinta elección Billy Cunningham, fueron incluidos posteriormente en el Basketball Hall of Fame. Barry y Cunningham fueron también nombrados entre los 50 mejores jugadores en la historia de la NBA en 1996.
Barry ganó un campeonato de la NBA con los Warriors en 1975, un MVP de las Finales de la NBA, fue incluido en cinco ocasiones en el mejor quinteto de la NBA y disputó cuatro All-Star Game de la NBA. Cunningham logró un campeonato de la NBA con Philadelphia 76ers en 1967, integró cuatro mejores quintetos de la liga y fue seleccionado para cuatro All-Star Game. También jugó dos temporadas en la American Basketball Association (ABA) con Carolina Cougars, donde se hizo con el MVP de la Temporada, formó parte del mejor quinteto y participó en el All-Star en su primera temporada. Posteriormente entrenó a los 76ers durante ocho temporadas y ganó un campeonato de la NBA en 1983. Goodrich se coronó campeón de la NBA con Los Angeles Lakers en 1972, además de ser seleccionado en una ocasión en el mejor quinteto y en cinco All-Star Game. Bradley, que pasó sus diez años en la liga en los Knicks, ganó el campeonato en 1970 y 1973 y fue reconocido como All-Star en una ocasión. Bradley se convirtió en un exitoso político tras su carrera de baloncestista, siendo elegido en el Senado por el Partido Demócrata de los Estados Unidos durante dieciocho años. También fue candidato demócrata para las elecciones presidenciales de 2000, perdiendo ante Al Gore en las primarias presidenciales.
Bob Love, la trig3simotercera elección, fue incluido en dos mejores quintetos y en tres All-Star Games. Jerry Sloan, la cuarta elección, disputó dos All-Star Game antes de trabajar como entrenador en Chicago Bulls durante tres temporadas, y en Utah Jazz desde 1988 hasta 2011. También fue incluido en el Basketball Hall of Fame como entrenador. Dick y Tom Van Arsdale, elegidos en la décima y undécima elección, fueron los primeros gemelos en jugar en la NBA. Cada uno de ellos jugó tres All-Star. Militaron en diferentes equipos de la NBA hasta su última temporada, en la que coincidieron en Phoenix Suns. Dick Van Arsdale trabajó como entrenador interino en los Suns en 1987. Otros dos jugadores de este draft, la decimoquinta elección Flynn Robinson y la vigesimocuarta Jon McGlocklin, también formaron parte de un All-Star Game. Bob Weiss, la vigesimosegunda elección, también se convirtió en entrenador y dirigió a cuatro equipos de la NBA, el más reciente Seattle SuperSonics. Tal Brody, la duodécima elección, nunca debutó en la NBA, y fichó por el Maccabi Tel Aviv israelí en 1966 hasta su retirada en 1980, ganando varias ligas nacionales y la Copa de Europa de Baloncesto en 1977. Brody se nacionalizó israelí y jugó en la selección de baloncesto de Israel. Aparte de jugar en la NBA, la vigésima elección Ron Reed también participó en la Major League Baseball (MLB), hasta que en 1967 enfocó su carrera en el béisbol. Se mantuvo durante diecinueve temporadas en la MLB con tres equipos, ganando la Serie Mundial en una ocasión y siendo All-Star. Reed es uno de los doce deportistas que han militado en la NBA y MLB.

## Leyenda
|  | Denota jugador miembro del Basketball Hall of Fame                                                 |
|  | Denota jugador que ha sido seleccionado al menos en un All-Star Game y un Mejor Quinteto de la NBA |
|  | Denota jugador que nunca ha jugado en la NBA                                                       |

## Draft

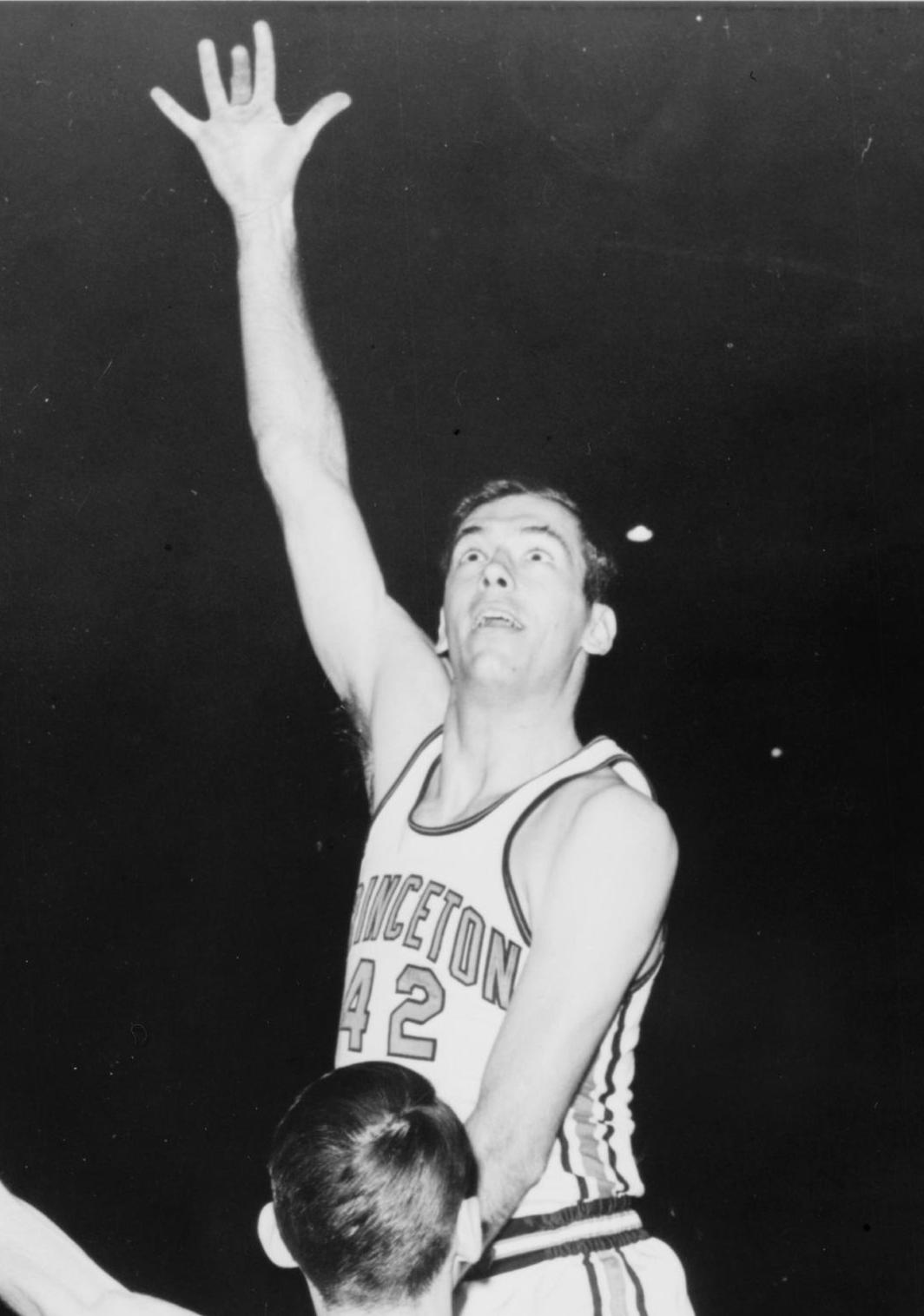
Bill Bradley fue la elección territorial de New York Knicks.

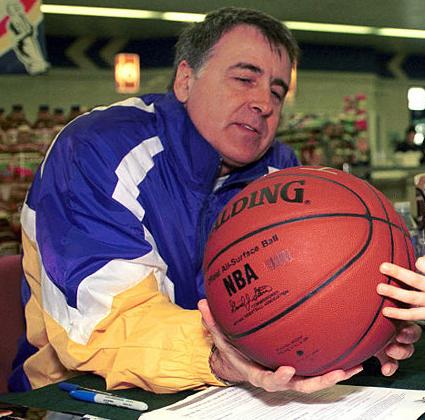
Gail Goodrich fue la elección territorial de Los Angeles Lakers.

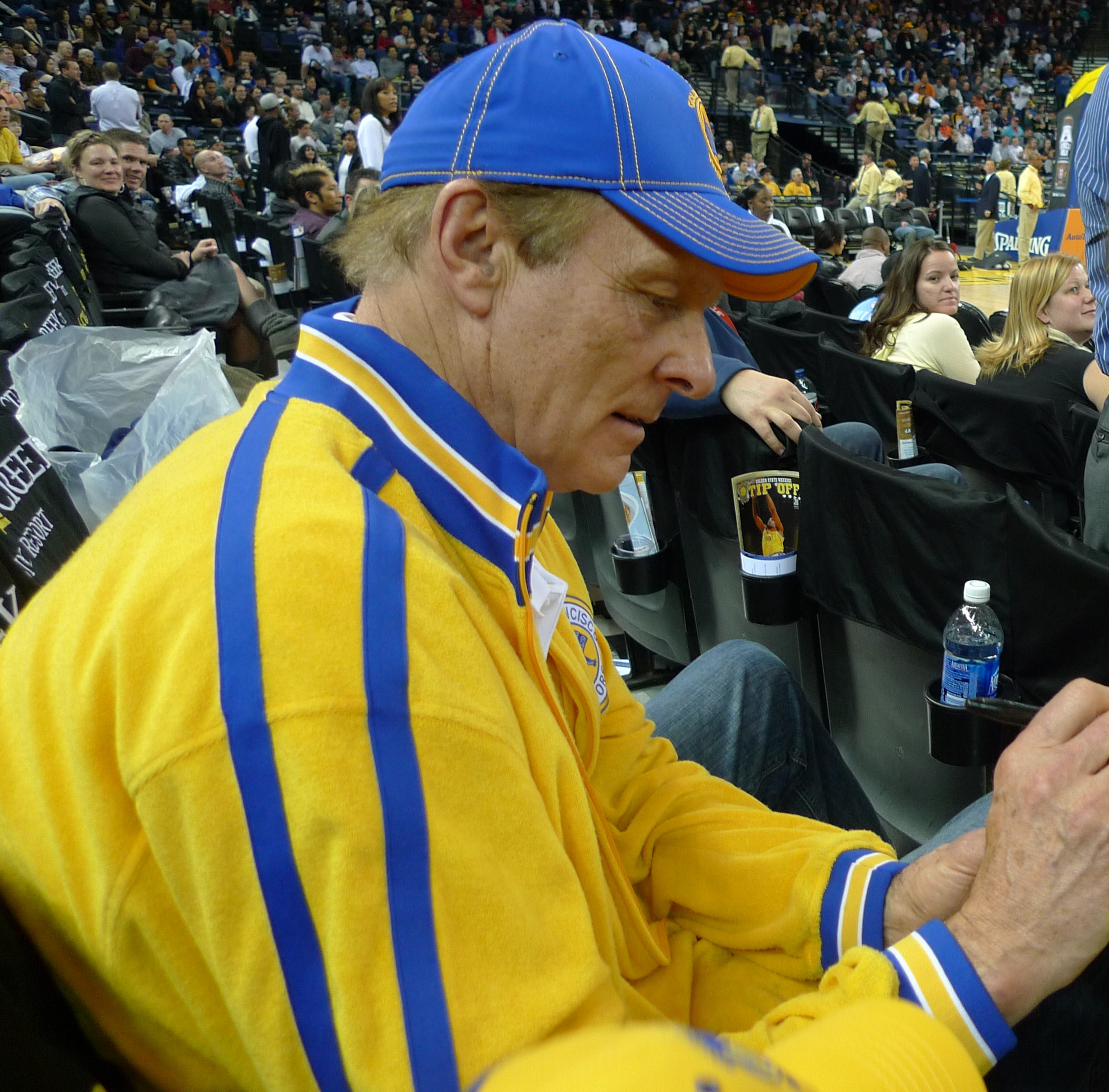
Rick Barry fue seleccionado en la 2ª posición.

| Ronda | Pick | Jugador          | Posición | Nacionalidad          | Equipo                            | Universidad    |
| ----- | ---- | ---------------- | -------- | --------------------- | --------------------------------- | -------------- |
| T     | –    | Bill Bradley     | G/F      | Estados Unidos        | New York Knicks                   | Princeton      |
| T     | –    | Bill Buntin      | F/C      | Estados Unidos        | Detroit Pistons                   | Michigan       |
| T     | –    | Gail Goodrich    | G        | Estados Unidos        | Los Angeles Lakers                | UCLA           |
| 1     | 1    | Fred Hetzel      | F/C      | Estados Unidos        | San Francisco Warriors            | Davidson       |
| 1     | 2    | Rick Barry       | F        | Estados Unidos        | San Francisco Warriors            | Miami (FL)     |
| 1     | 3    | Dave Stallworth  | F/C      | Estados Unidos        | New York Knicks                   | Wichita State  |
| 1     | 4    | Jerry Sloan      | G/F      | Estados Unidos        | Baltimore Bullets                 | Evansville     |
| 1     | 5    | Billy Cunningham | F/C      | Estados Unidos        | Philadelphia 76ers                | North Carolina |
| 1     | 6    | Jim Washington   | F/C      | Estados Unidos        | St. Louis Hawks                   | Villanova      |
| 1     | 7    | Nate Bowman      | C        | Estados Unidos        | Cincinnati Royals                 | Wichita State  |
| 1     | 8    | Ollie Johnson    | C        | Estados Unidos        | Boston Celtics                    | San Francisco  |
| 2     | 9    | Wilbert Frazier  | F/C      | Estados Unidos        | San Francisco Warriors            | Grambling      |
| 2     | 10   | Dick Van Arsdale | G/F      | Estados Unidos        | New York Knicks                   | Indiana        |
| 2     | 11   | Tom Van Arsdale  | G/F      | Estados Unidos        | Detroit Pistons                   | Indiana        |
| 2     | 12   | Tal Brody        | G        | Estados Unidos Israel | Baltimore Bullets                 | Illinois       |
| 2     | 13   | Jesse Branson    | F        | Estados Unidos        | Philadelphia 76ers                | Elon           |
| 2     | 14   | Hal Blevins      | G        | Estados Unidos        | New York Knicks (desde St. Louis) | Arkansas AM&N  |
| 2     | 15   | Flynn Robinson   | G        | Estados Unidos        | Cincinnati Royals                 | Wyoming        |
| 2     | 16   | John Fairchild   | F        | Estados Unidos        | Los Angeles Lakers                | Brigham Young  |
| 2     | 17   | Ron Watts        | F        | Estados Unidos        | Boston Celtics                    | Wake Forest    |

## Otras elecciones
La siguiente lista incluye otras elecciones de draft que han aparecido en al menos un partido de la NBA.
| Ronda | Pick | Jugador           | Posición | Nacionalidad   | Equipo                 | Universidad        |
| ----- | ---- | ----------------- | -------- | -------------- | ---------------------- | ------------------ |
| 3     | 18   | Keith Erickson    | G/F      | Estados Unidos | San Francisco Warriors | UCLA               |
| 3     | 19   | Barry Clemens     | F        | Estados Unidos | New York Knicks        | Ohio Wesleyan      |
| 3     | 20   | Ron Reed          | F        | Estados Unidos | Detroit Pistons        | Notre Dame         |
| 3     | 22   | Bob Weiss         | G        | Estados Unidos | Philadelphia 76ers     | Pennsylvania State |
| 3     | 24   | Jon McGlocklin    | G/F      | Estados Unidos | Cincinnati Royals      | Indiana            |
| 3     | 25   | Jim Caldwell      | C        | Estados Unidos | Los Angeles Lakers     | Georgia Tech       |
| 3     | 26   | Toby Kimball      | F/C      | Estados Unidos | Boston Celtics         | Connecticut        |
| 4     | 31   | Hank Finkel       | C        | Estados Unidos | Philadelphia 76ers     | Dayton             |
| 4     | 33   | Bob Love          | F        | Estados Unidos | Cincinnati Royals      | Southern           |
| 7     | 56   | Willie Somerset   | G        | Estados Unidos | Baltimore Bullets      | Duquesne           |
| 8     | 67   | Jim Fox           | F/C      | Estados Unidos | Cincinnati Royals      | South Carolina     |
| 10    | 75   | Wayne Molis       | F        | Estados Unidos | New York Knicks        | Lewis              |
| 11    | 82   | Thales McReynolds | G        | Estados Unidos | Baltimore Bullets      | Miles              |